# Jan Rufus z Majumy
Jan Rufus z Majumy (V/VI wiek) – biskup Majumy koło Jerozolimy, grecki pisarz. Święcenia kapłańskie przyjął w roku 477 z rąk Piotra Fullo – patriarchy Antiochii. W 488 roku opuścił wraz z nim Antiochię. Biskupem Majumy został po śmierci Piotra Iberyjskiego, którego spotkał około roku 479 i z którym przebywał, aż do jego śmierci.
Jest autorem dzieła w języku syryjskim pod tytułem Pleroforie. Fragmenty tego pisma zachowały się również w języku koptyjskim. To, podzielone na 89 rozdziałów dzieło zawiera argumenty przeciw Soborowi Chalcedońskiemu ujęte w formie wizji i opowieści o cudach. Jan Rufus jest również autorem pisma o śmierci Teodozjusza z Jerozolimy. Przypisuje się mu także anonimowy Żywot Piotra Iberyjskiego.